# Valle Resko

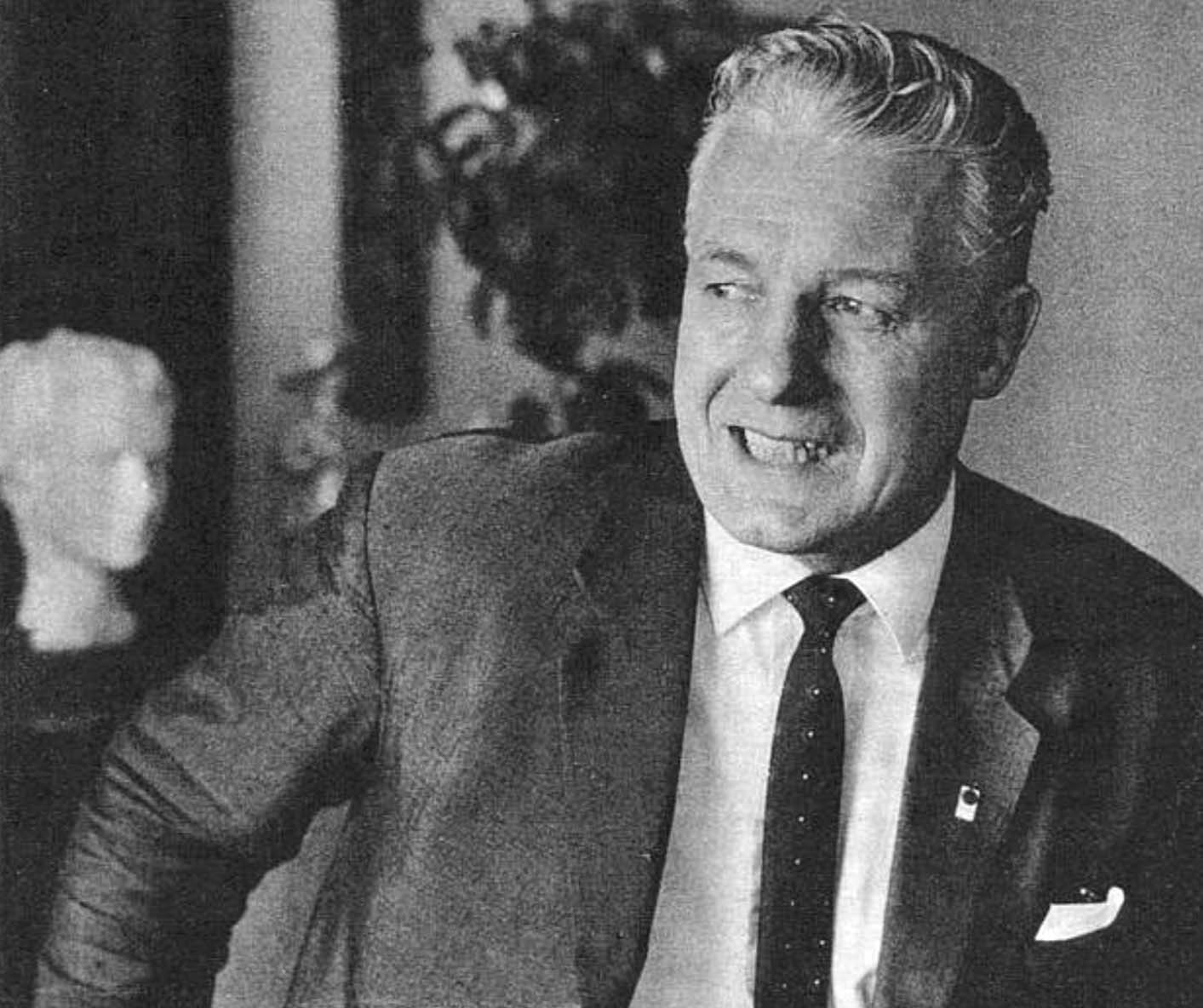
Valle Resko (1964).

Valfrid (Valle) Alexander Resko (till 1935 Resch), född 3 juni 1910 i Nykyrka, Viborgs län, död 2 augusti 1988 i Lahtis, var en finländsk boxare, bobollsspelare och idrottsledare. Han var far till roadracingföraren Anssi Resko.
Resko var under sin aktiva karriär en av Finlands främsta boxare, med 380 segrar i totalt 406 matcher under 24 års tid. Han deltog i OS i Amsterdam 1928 (61,2 kg) och i London 1948 (73 kg), men eliminerades båda gångerna i försöken. Han tog fyra FM-guld, 1927 (54 kg), 1929 och 1934 (62 kg) och 1937 (73 kg), och vann samtliga tio landskamper han ställde upp i.
Resko verkade som framgångsrik amatörtränare i Finland, Norge, Österrike, Tunisien och Iran samt var internationell domare och jurymedlem vid OS 1952, 1960 och 1964, därtill i fem EM-turneringar. Han dömde över 2 000 matcher, av vilka 38 var utländska landskamper. Han var ordförande i Finlands boxningsförbund 1957–1971 och styrelsemedlem i Internationella boxningsförbundet (AIBA) 1957–1966. Han utgav böckerna Nyrkkeilytaito (1931) och Nyrkkeily-reilu peli (1947).
Resko spelade även boboll på elitnivå, i FM-serien 1933 vann han silver med Lahden Mailaveikot.